# فوکر اف.۴
فوکر اف. ۴ (به انگلیسی: Fokker F.IV) یک هواگرد ساختِ کارخانهٔ فوکر است. نخستین استفاده‌کنندهٔ این هواگرد بنگاه هوایی ارتش ایالات متحده آمریکا بوده‌است. این هواگرد برای نخستین بار در ۱۹۲۱ میلادی مورد استفاده قرار گرفت.